# امامزاده سام
امامزاده سام مربوط به دوره قاجار است و در شهرستان جاجرم، بخش جلگه شوقان، دهستان شوقان، روستای ناویا واقع شده و این اثر در تاریخ ۲۶ اسفند ۱۳۸۶ با شمارهٔ ثبت ۲۲۲۰۲ به‌عنوان یکی از آثار ملی ایران به ثبت رسیده است.